# Departamento Deseado
Deseado es un departamento en la provincia de Santa Cruz (Argentina). Es un departamento rico en gas, oro, plata, pesca y petróleo, limita al oeste con el Departamento Lago Buenos Aires y al sur con el departamento Magallanes, al este posee una extensa costa sobre el océano Atlántico y al norte limita con la provincia del Chubut. Su nombre proviene del río Deseado, que lo atraviesa de oeste a este. Junto con el Departamento Escalante (Pcia. del Chubut) forman la Cuenca del Golfo San Jorge.
Con sus más de 60.000 km² es más grande que países como Bosnia y Herzegovina, Croacia, o Togo.

## Superficie
Con una superficie de 63.784 km², Deseado no solo es el departamento más extenso de Santa Cruz sino de toda la Argentina (sin contar la reclamación de la Antártida Argentina). Su tamaño equivale a casi tres veces la superficie de la provincia de Tucumán (22.524 km²). También es más grande que las provincias de Jujuy y Misiones. Es 318 veces más grande que la ciudad de Buenos Aires.

## Demografía
Los resultados del censo 2010 arrojaron una población para el departamento Deseado de 107 630 habitantes. Por su parte, el censo 2022 informó una población de 126.743 habitantes con un notorio desaceleramiento de crecimiento poblacional. Además, se registraron 63.574 mujeres y 63.169 hombres . Estos datos situaron al departamento con la segunda mayor densidad provincial y el segundo puesto en habitantes; levemente aventajado por Güer Aike.
| Población | 44 | 3 263     | 5.114   | 17 256   | 16 929 | 29 939  | 40 576  | 56 879  | 72 953  | 107 630 | 126 743 |
| Variación | -  | +7.315,9% | +56,72% | +237,42% | -1,89% | +76,85% | +35,52% | +40,17% | +28,25% | +46,75% | +17,8%  |

Fuente: Instituto Nacional de Estadísticas y Censos, INDEC

## Localidades y parajes

### Localidades reconocidas en los censos

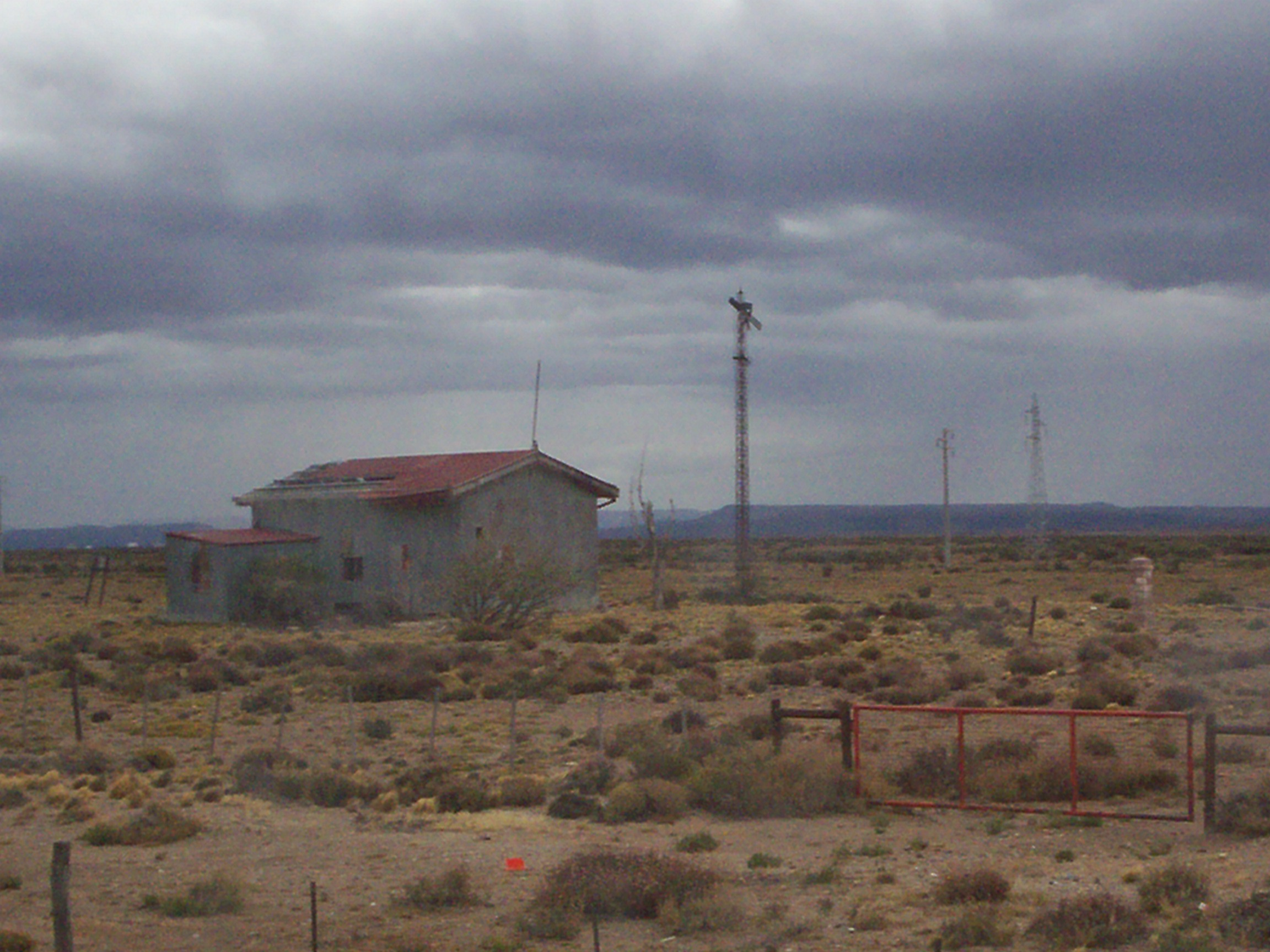
Antigua estación ferroviaria Piedra Clavada.

- Caleta Olivia
- Cañadón Seco
- Fitz Roy
- Gobernador Moyano
- Jaramillo
- Koluel Kayke
- Las Heras
- Pico Truncado
- Puerto Deseado
- Tellier

### Localidades rurales y localidades deshabitadas
- Bahía Laura (actualmente deshabitado)
- Cabo Blanco (Santa Cruz)
- Cañadón Escondido
- Cañadón Minerales
- Cañadón Quintar
- Cañadón León
- Cañadón Vasco
- Antonio de Biedma
- Tehuelches
- Piedra Clavada
- Cerro Blanco (Santa Cruz)
- Pampa Alta
- Ramón Lista
- Minerales
- El Cordón
- El Huemúl
- Gobernador Moyano
- La Boya
- La Cabaña
- La Lobería
- Las Golondrinas
- Los Monos
- Los Perales-Las Mesetas
- Mazaredo (actualmente abandonado)
- Meseta Espinoza
- Sindicato Dodero
- Tres Cerros

### Estancias
- 3 de Febrero
- Las Rosas
- Bella Vista
- Cañadón Grande
- San Jorge
- El Mangrullo
- Cerro Mesa
- La Paloma
- Los Olmos
- La Marina
- Las Mariposas
- El Escorial
- El Bajo
- El Pampero
- Sección Seco
- El Trébol
- La Matilde
- El Picadero
- Bajo Laborde
- La Adela
- San Luís
- La Reveca
- La Felisa
- Las Acacias
- Las Chapas
- El Tornillo
- Los Hollos
- Miramar
- El Triunfo
- San Carlos
- La Felisa
- La Manuelita
- La Anita
- La Paulita
- El Rancho
- La Frida
- María Antonia
- Minerales
- La Juanita
- Las Catalinas
- El Palenque
- La Nueva
- La Josefina
- La Fortitud
- Monte Verde
- Caladón Osco
- Los Hermanos
- El Polvorín
- Nobleza Gaucha
- El Mocoso
- La Rivera
- La Pluma
- La Rosada
- San Lorenzo
- Aguada la Oveja
- Don Ramón
- El 40
- Tres Puntas
- La Madrugada
- La Aguada
- La Estrella
- El Chara
- Las Violetas
- Cerro Redondo
- La Constancia
- El Pajonal
- Médanos
- Santa Mónica
- San Ramón
- Cañadón Onetto
- El Barbucho
- La Piperona
- Los Claveles
- La Beatriz
- La Castora
- Cerro Chato
- La Mancha Blanca
- María Clotílde
- Dos Hermanas
- El Laurél
- El Cóndor
- Alma Gaucha
- Alícia
- Laguna Verde
- La Pórfia
- Cañadón Orkeke
- Armonía
- La Aurora
- El Negro
- 3 de Julio
- Cerro Pancho
- Los Tres Fortines
- Santa Elena
- San Jorge II
- La Picana
- La Picana II
- 17 de Marzo
- Bahía Laura
- La Nueva Vida
- El Malacara
- La Matílde
- La Chaira
- La Porteña
- Cerro Mojón
- Buena Esperanza
- La María
- Primero de Mayo
- Leonardo
- La Golondrína
- La Julía
- Aguada del Japonés
- El Águila
- Berna
- Pirámide
- Tres Cerros
- Las Ñires
- Aguas Buenas
- Tres Claveles
- Dos Cerros
- El Porvenír
- La Marianita
- La Leonor
- Cerro Bayo
- La Angelita
- La Pirámide
- Cerro Orquetas
- La Argentina
- La Lomita
- Laguna Chica
- La Teresita
- El Principito
- El Porvenír II
- La Paloma II
- El Bajo
- La Escondida
- Bella Vista II
- Bajo Grande
- 25 de Mayo
- Agua Grande
- La Quinta
- Las 3 Hermanas
- La Leona
- Cañadón Nahuel
- La Calandría
- La Magdalena
- Asturiana
- Santa Ursula
- Evelina
- Los Manantiales
- San José
- La Mata
- Vega del Zaino
- María Esther
- Cerro Alto
- Las Sierras
- Reserva Indígena
- Teresita
- Hércules
- Piedra Clavada
- San Agustín
- Santa Rosa
- El Manantial
- María Aike
- San Francisco
- El Yatel
- Cerro Grande
- La Setenta
- La Argentina
- La Primavera
- El Porvenír II
- Yuyo Moto
- Los Tamariscos
- La Chitita
- Cámeron
- Valle Hermoso
- La Pascualina
- Cañadón Río
- La Italiana
- Las Peladas
- Dos Lagunas
- Santa Eularia